# القمة الخليجية 2007 (الدوحة)
قمة مجلس التعاون الخليجي 2007 أو القمة الخليجية 28  هي قمة قادة دول مجلس التعاون لدول الخليج العربية عقدت في يوم الاثنين 3 ديسمبر 2007 في مدينة الدوحة عاصمة دولة قطر برئاسة صاحب السمو الشيخ حمد بن خليفة آل ثاني أمير دولة قطر. 

## المشاركون

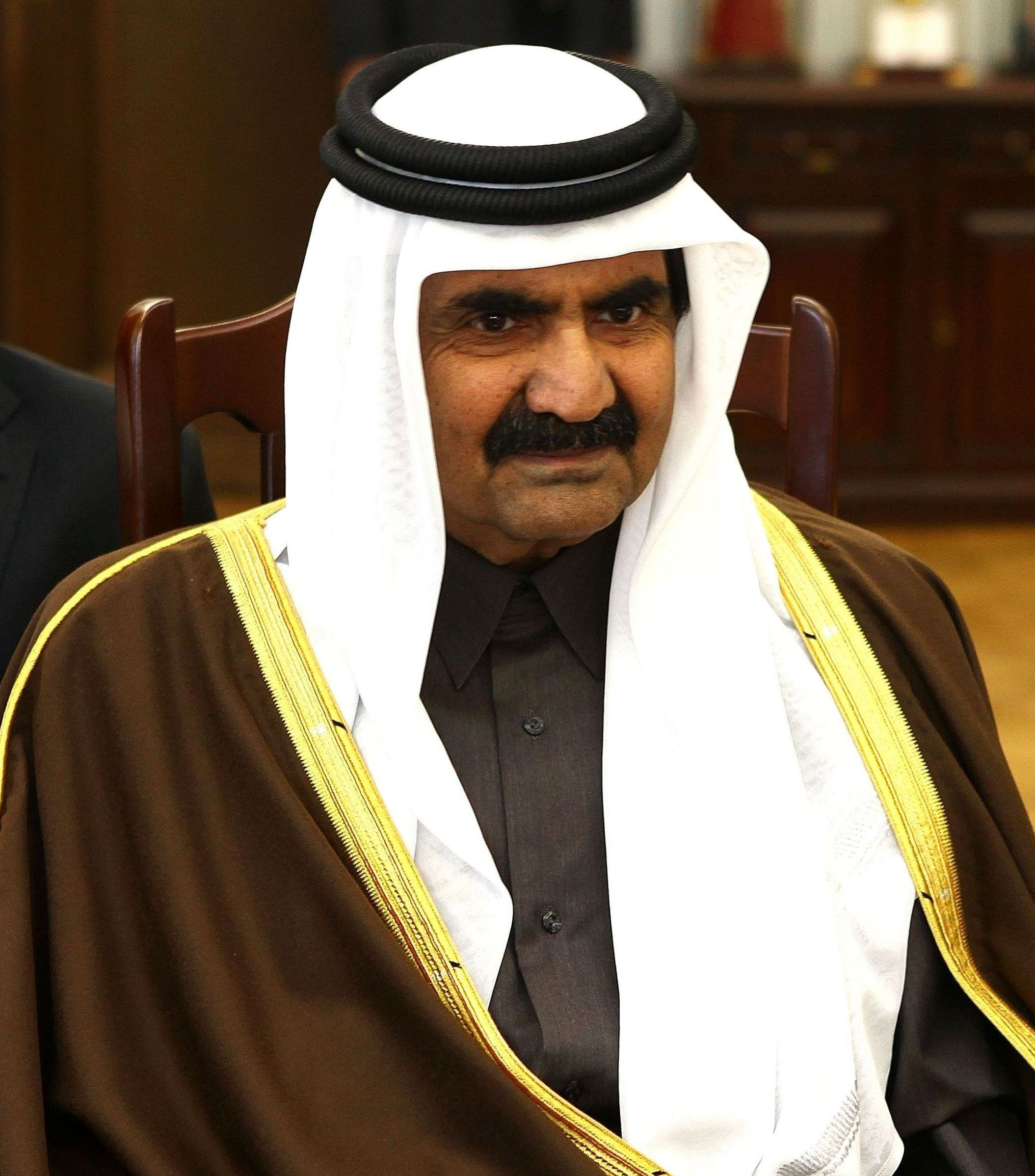
دولة قطر صاحب السمو الشيخ حمد بن خليفة آل ثاني أمير دولة قطر (رئيس القمة)
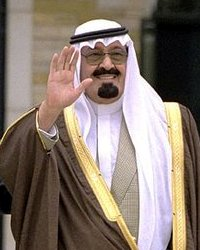
المملكة العربية السعودية خادم الحرمين الشريفين الملك عبدالله بن عبدالعزيز آل سعود ملك المملكة العربية السعودية
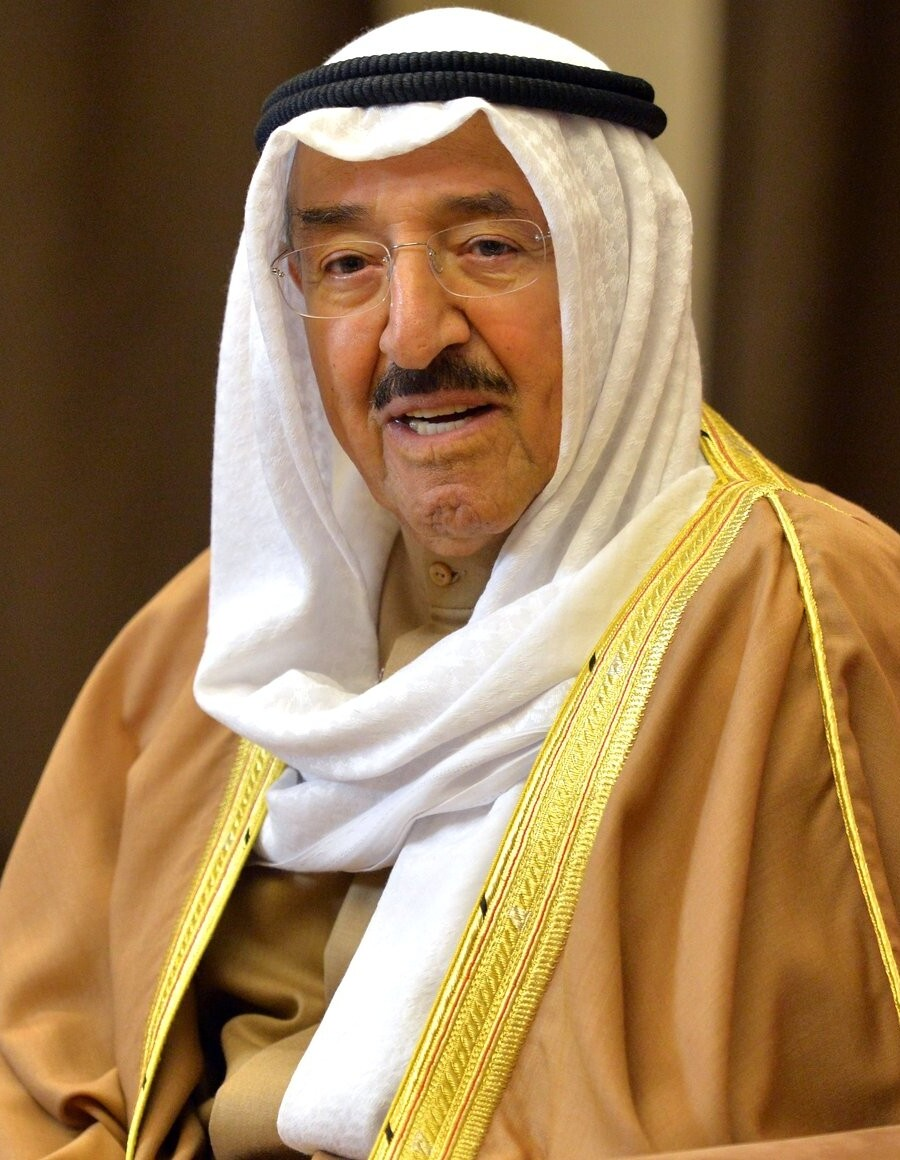
دولة الكويت صاحب السمو الشيخ صباح الأحمد الجابر الصباح أمير دولة الكويت
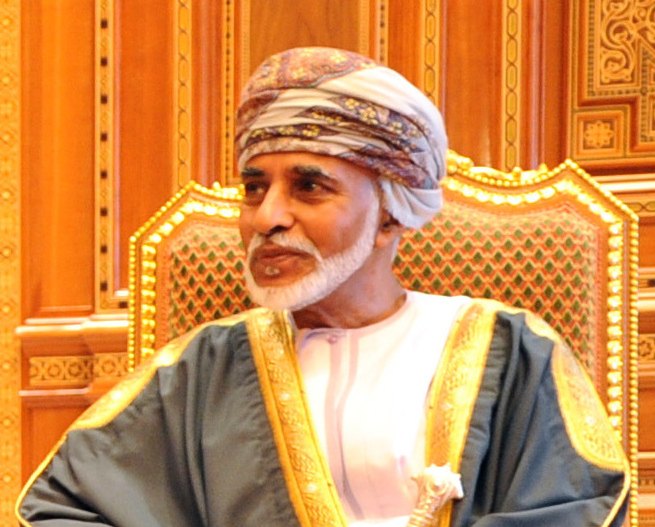
سلطنة عمان صاحب الجلالة السلطان قابوس بن سعيد آل سعيد سلطان عمان
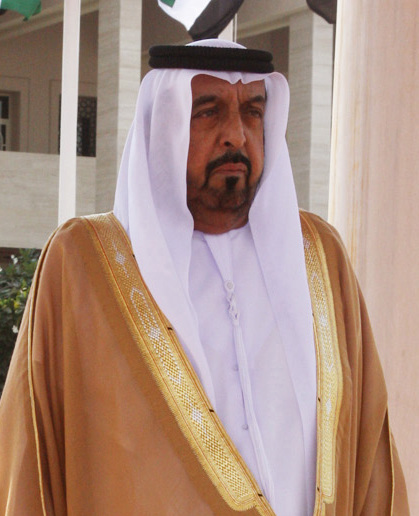
دولة الإمارات العربية المتحدة صاحب السمو الشيخ خليفة بن زايد آل نهيان رئيس دولة الإمارات العربية المتحدة
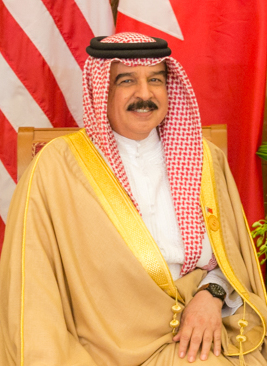
مملكة البحرين صاحب الجلالة الملك حمد بن عيسى آل خليفة ملك مملكة البحرين
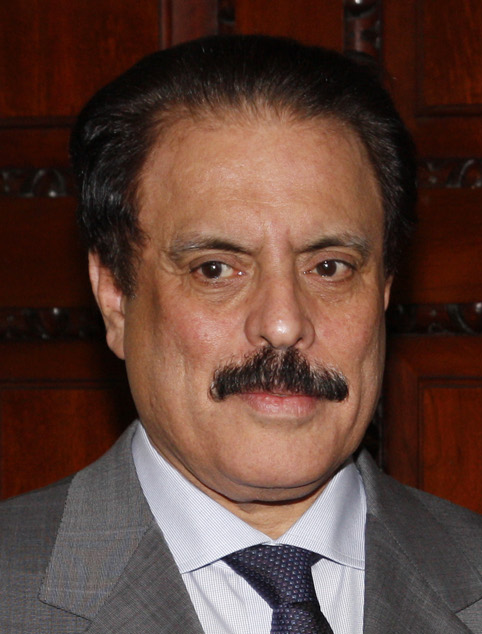
الأمانة العامة لمجلس التعاون الخليجي معالي السيد عبدالرحمن بن حمد العطية أمين عام مجلس التعاون لدول الخليج العربية